# Торіль-і-Масегосо
Торіль-і-Масегосо (ісп. Toril y Masegoso) — муніципалітет в Іспанії, у складі автономної спільноти Арагон, у провінції Теруель. Населення — 34 особи (2010).
Муніципалітет розташований на відстані близько 190 км на схід від Мадрида, 33 км на захід від міста Теруель.
На території муніципалітету розташовані такі населені пункти: (дані про населення за 2010 рік)
- Масегосо: 16 осіб
- Торіль: 18 осіб

## Демографія
Динаміка населення (INE ):